# Major Tamás
Major Tamás (tasnádi Major-Maróthy) (Újpest, 1910. január 26. – Budapest, 1986. április 13.) kétszeres Kossuth-díjas magyar színész, rendező, színházigazgató, kiváló művész.

## Családja
Római katolikus kisnemesi családba született. Apja Major Gyula György magyar királyi műszaki számvevő, anyja Papp Mária Rózsa Krisztina. Bátyja, Major Ákos 1945 előtt hadbíró volt, 1945–50 között pedig a háborús és népellenes bűnösök népbírósági perei során számos halálos ítéletet hozott. Felesége Beck Judit festőművész, grafikus, textil- és bábtervező volt.

## Életpályája
A Színművészeti Akadémián 1930-ban szerzett oklevelet, és 1931-ben a Nemzeti Színház szerződtette, főiskolásként már 1928-ban színpadra léphetett a Blaha Lujza téren. Művészetében nem választható külön a színész, a rendező, a színészpedagógus, sőt a versmondó sem, s mindez összefüggött közéleti, politikai tevékenységével is. Pályája kezdetétől elkötelezett baloldali volt, fellépett a munkáskultúra előadásain, tagja volt a Független Színpadnak, rendezte a Vigadói Esteket mint antifasiszta kulturális műsort, és részt vett az ellenállási mozgalomban. 1939-től agitációs tevékenységet fejtett ki munkásotthonokban és gyűléseken a háborúba sodródás ellen, később pedig a háborúból való kilépés mellett. Kommunista szervezkedés miatt több alkalommal is feljelentették.
Színészi skálája rendkívül széles volt, a vérbő komédiától a legsötétebb tragédiáig terjedt. 1945-től 1962-ig a Nemzeti Színház igazgatója volt, majd főrendezője, 1947-től a Színház- és Filmművészeti Főiskola tanára, az 1982-ben alakult Katona József Színház társulatának alapító tagja. Volt országgyűlési képviselő (1949–1953 és 1958–1971) és magas beosztású pártfunkcionárius (1957–1966). Gellért Endrével együtt vitték színre 1952-ben a második világháború utáni első Hamletet. Színházi működése korszakos, de ellentmondásokkal teli.
Pályafutását utolsó társulatában – a Katona József Színházban – több dokumentumjátékban is feldolgozták: Notóriusok sorozat: Az emberek veszedelmes közelségben (2007); Eleje (2012); Elv-társak (2013)
Utolsó éveiben súlyos szembetegséggel küzdött (szürke hályog, retinaleválás).

## Politikai szerepe
1943-tól a Békepárt, 1944. októbertől a Magyar Kommunista Párt, 1948. júniustól a Magyar Dolgozók Pártja, 1956. novembertől a Magyar Szocialista Munkáspárt (MSZMP) tagja, 1957. február 26. – 1966. december 3. között az MSZMP KB tagja. 1949. június 8. – 1953. május 15. között, majd 1958. november 26. – 1971. február 10. között országgyűlési képviselő.
1945 februárjától 1962 májusáig a Nemzeti Színház igazgatója volt. A Nemzeti Színház ifjú kommunista művészeinek kezdeményezéséből alakult meg 1945 februárjában az Ötös Bizottság (tagjai: Major Tamás, Both Béla, Gobbi Hilda, Várkonyi Zoltán, Oláh Gusztáv). Major Tamás a második világháború után káderlapokat vezetett színészeiről a Nemzeti Színházban, az 1956-os forradalom idején, október 31-én igazgatói székéből eltávolították, ugyanekkor színészei a káderlapokat is megismerhették, minden ellenük szóló jelentést elolvashattak. De aztán Major még hat évre visszatért – és nem csak a színházba, ahol pozíciói gyengültek, hanem a politikába is, ahol viszont még évekig fontos embernek számított.

## Főbb szerepei
- Molière: Tartuffe (Tartuffe)
- Leonyid Rahmanov: Viharos alkonyat (Polezsajev professzor)
- Madách: Az ember tragédiája (Az Úr, Lucifer)
- Shakespeare:
  - Othello (Jago)
  - A vihar (Caliban)
  - A velencei kalmár (Shylock)
  - Hamlet (Hamlet)
  - III. Richárd (III. Richárd)
  - Macbeth (Macbeth)
  - Lear király (Lear király)
- Jonson: Volpone (Volpone)
- Goldoni: A fogadósné (Forlipopoli márki)
- Ibsen: Nóra (Krogstad)
- Németh László: II. József (II. József)
- Shaw: A szerelem ára (Cocane)
- Marin Držić: Dundo Moraje (Dundo Moraje)
- Brecht: Puntila úr és szolgája, Matti (Puntila úr)
- John Osborne: A komédiás (Archie Rice)
- Csurka István: Döglött aknák (Moór)
- Spiró György: Az imposztor (Wojciech Bogusławski)
- Csokonai: Az özvegy Karnyóné (Kuruzs)
- Bulgakov: 
  - Iván, a rettentő (Rettegett Iván)
  - Menekülés (Fehér főparancsnok)[Mj. 1]

## Főbb rendezései
- Jean Racine: Andromaque[Mj. 2]
- Molière: 
  - Tartuffe
  - Tudós nők[Mj. 3]
- Shakespeare:
  - Vízkereszt, vagy amit akartok
  - A windsori víg nők
  - Hamlet
  - Szeget szeggel
  - Rómeó és Júlia
  - Téli rege
- Gorkij: Jegor Bulicsov és a többiek
- Brecht: 
  - Galilei élete
  - A vágóhidak Szent Johannája
  - A szecsuáni jólélek
- Goldoni: 
  - Két úr szolgája
  - A chioggiai csetepaté

## Filmjei

### Játékfilmek
- A szűz és a gödölye (1941) – István, Huber fiatalabb fia
- Film a filmről (1941, rövid játékfilm)
- Különös házasság (1951) – Jezsuita
- Erkel (1952) – Kölcsey Ferenc
- Merénylet (1959) – Halmágyi
- Az utolsó vacsora (1962)
- A kőszívű ember fiai 1-2. (1964) – Baradlay Kázmér
- Az életbe táncoltatott lány (1964) – A képmutogató
- Kár a benzinért (1964) – Igazgató
- Miért rosszak a magyar filmek (1964) – Póczik
- Mit csinált felséged 3-tól 5-ig? (1964) – Narrátor (hang)
- Világos feladja (1964) – Mr. Borowski
- A tizedes meg a többiek (1965) – Albert (Kovács Dezső)
- Három történet a romantikáról (1965, rövid játékfilm)
- Nem (1965) – Lakásügyi előadó
- A nő (1966, rövid játékfilm) – Narrátor (hang)
- Egy magyar nábob (1966) – Griffard
- És akkor a pasas… (1966) – Xandor
- Hideg napok (1966) – Grassy József ezredes
- Minden kezdet nehéz 1-2. (1966, rendhagyó magyar film) – Narrátor (hang)
- Sellő a pecsétgyűrűn (1966) – Vöröskőy
- Változó felhőzet (1966) – Felügyelő
- A múmia közbeszól (1967) – Fáraó
- Egy szerelem három éjszakája (1967) – Lajos, főpincér
- Falak (1967) – Főszerkesztő
- Jaguár (1967) – Általános bácsi
- Alfa Rómeó és Júlia (1968) – Bekötött fejű beteg
- Az oroszlán ugrani készül (1968) – Kálmán
- Egri csillagok 1-2. (1968) – Szulejmán szultán
- Különös melódia (1968, rövid játékfilm)
- Szemüvegesek (1969) – Náray professzor
- A gyilkos a házban van (1970) – Házmester
- Ítélet (1970) – Werbőczy
- Szerelmi álmok – Liszt 1-2. (1970) – IX. Piusz pápa
- Utazás a koponyám körül (1970) – A bajuszos levantei
- Trotta (1971) – Herr Reisiger
- A magyar ugaron (1972) – Pap
- Volt egyszer egy család (1972) – Kulkai házmester
- Régi idők focija (1973) – Kerényi úr
- Végül (1973) – Nagyapa a parkban
- A Pendragon legenda (1974) – James Morvin
- Déryné, hol van? (1975) – Jancsó, öreg színész
- Ereszd el a szakállamat! (1975) – Maracskó Béla
- Teketória (1976) – Zongorista
- Zongora a levegőben (1976) – Klimperberger, karmester
- Szabadíts meg a gonosztól (1978) – Igazgató úr
- Ajándék ez a nap (1979) – László László
- Circus maximus (1980) – Bárdos
- Mephisto 1-2. (1981) – Oskar Kroge színigazgató
- Ripacsok (1981) – Dr. Molnár Géza, elmeorvos
- Elveszett illúziók (1982) – Rétfalvi
- Szerencsés Dániel (1982) – Dániel nagyapja
- A csoda vége (1983) – Péter
- Hanyatt-homlok (1983) – Nagyapa
- Redl ezredes 1-2. (1984) – Kubinyi nagyapa
- A nagy generáció (1985) – Nagyapa
- Csak egy mozi (1985) – Oborzil, öreg színész
- Első kétszáz évem (1985) – Epstein

### Tévéfilmek, televíziós sorozatok
- Sakknovella (1959) – Dr. Von Beck bécsi ügyvéd
- A lóvátett város (1963) – Burgess
- A helység kalapácsa (1965) – Harangláb, egyházfi
- Denevér (1965) – Frosch
- Szilveszter 20 éven felülieknek (1965)
- Egy nyugalmas vasárnap (1966) – Csík
- A szerelem ára (1967)
- Az OP-ART kalap (1967) – Anyakönyvvezető
- Az ördögök teste (1967)
- Mocorgó (1967) – Brillantin úr
- Oly korban éltünk 1-4. (1967)
- A sofőr visszatér (1968)
- Elméletileg kifogástalan házasság (1968)
- Fal a baloldalon (1968) – Moranez
- Ki mit tud? (1968-1983)
- Mennyei pokoljárás (1968) – Narrátor (hang)
- VII. Olivér (1969) – Saint-Germain gróf
- Volt egyszer egy borbély (1969)
- Játék olasz módra (1970)
- A frankhamisítás (1971) – Önmaga
- Lehet egy kilóval kevesebb? (1971)
- Szabad, mint a madár (1971) – George Riley
- Széchenyi meggyilkoltatása (1971)
- A főnök (1972)
- Fekete macska (1972) – Jogász
- Férfiak mesélik (1972)
- Hogyan akarta megmenteni Pilátus Júdást? (1972)
- Aranyborjú 1-3. (1973)
- És mégis mozog a föld 1-3. (1973)
- III. Richárd(wd) (1973) – George, Clarance hercege
- Lúdláb királynő (1973)
- Ficzek úr (1974)
- Ki vágta fejbe Hudák elvtársat? (1974) – Kiss Pál
- Volpone (1974) – Volpone
- Zenés TV Színház: Örökzöld fehérben feketében 1-2. (1974) – Grabinszky Pipi, zongorista
- Császárlátogatás (1975)[11] – Konstans
- Finish: Avagy Álmom az életem túlélte (1975) – S. Richard
- Fél penny (1976) – Tanú
- Az Isten is János (1977)
- Scapin furfangjai (1977) – Geronte
- Az elefánt (1978) – Knegelbaum
- Imre (1979)
- Saroküzlet (1979) – Mally apja
- Nők iskolája (1982) – Chrysalde

## Szinkronszerepei

### Filmek
| Év   | Cím                                   | Szereplő                                   | Színész             | Szinkron év |
| ---- | ------------------------------------- | ------------------------------------------ | ------------------- | ----------- |
| 1937 | Viharos alkonyat (2. magyar szinkron) | Dmitri Illarionovics Polezsajev professzor | Nyikolaj Cserkaszov | 1965        |
| 1951 | Feledhetetlen 1919                    | Vlagyimir Iljics Lenin                     | Pavel Molcsanov     | 1952        |
| 1970 | A kép elsötétül                       | James Fortune                              | George Sanders      | 1975        |

### Rajzfilmek
| Év        | Cím                                    | Szereplő          | Szinkronhang | Szinkron év |
| --------- | -------------------------------------- | ----------------- | ------------ | ----------- |
| 1958-1960 | Foxi Maxi show I-III.                  | További szereplők | N/A          | 1963-1965   |
| 1961      | Frédi és Béni II. (1. magyar szinkron) | Jeromos           | Hal Smith    | 1969        |
| 1975      | Hugó, a víziló                         | Aban-Khan         | Paul Lynde   | 1975        |

## Hangjáték
- Földes Imre: Pántlika (1934)
- Barabás Tibor: Kibontott zászlók (1953)
- Pathelin mester – Ismeretlen francia szerző bohózata (1957)
- Róna Tibor: Húsz éven felülieknek (1964)
- Turner, David: Mr. Midway vasárnapja (1964)
- Arisztophanész: Az akharnaibeliek (1965)
- Brecht, Bertolt: A vágóhidak Szent Johannája (1965)
- Liszkay Tamás: Utazás Bitóniába (1965)
- Morthon Thompson: Az élet ára (1965)
- Shakespeare: Szentivánéji álom (1965)
- Vargha Balázs: Lilla és a varázsló (1965)
- Illyés Gyula: Lélekbúvár (1966)
- Hubay Miklós: Néró, a legjobb fiú (1967)
- László Anna: Egy keresztespók tapasztalatai (1968)
- Racine: Pereskedők (1968)
- Rejtő Jenő: Barbara tejbár (1968)
- Csokonai Vitéz Mihály: Karnyóné, vagyis a vénasszony szerelme (1969)
- Homérosz: Odüsszeia (1970)
- Vihar Béla: Az utas (1970)
- Boros Lajos-Vámos Miklós: Felfüggesztés (1971)
- Dosztojevszkij: A Karamazov testvérek (1971)
- Marlowe, Christopher: Doktor Faustus tragikus históriája (1971)
- Molère: Scapin furfangjai (1972)
- Jerzy Krzyszton: Alibi (1973)
- Karinthy Frigyes: Egy nőt szeretni (1973)
- Dahl-Lundberg: A lyukasztós bérlet (1974)
- Karinthy Frigyes: Mennyei riport (1974)
- Nádasy László: Egy a sok közül (1974)
- Szabó Magda: Tündér Lala (1974)
- Honoré de Balzac: Betti néni (1976)
- Geoffrey Chaucer: Canterbury mesék (1979)
- Karinthy Frigyes: Gépek dzsungelje (1980)
- Karc: 1982. őszi kiadás (1982)
- Sajó András: Gulliver Írországban (1983)
- Magnusson, Ove: Nyugdíjasok lázadása (1983)
- Mándy Iván: Lebontott világ (1984)
- Békés Pál: Körborz (1985)[13]

## Díjai, elismerései
- Kossuth-díj (1948, 1955)
- Kiváló művész (1950)
- SZOT-díj (1969)

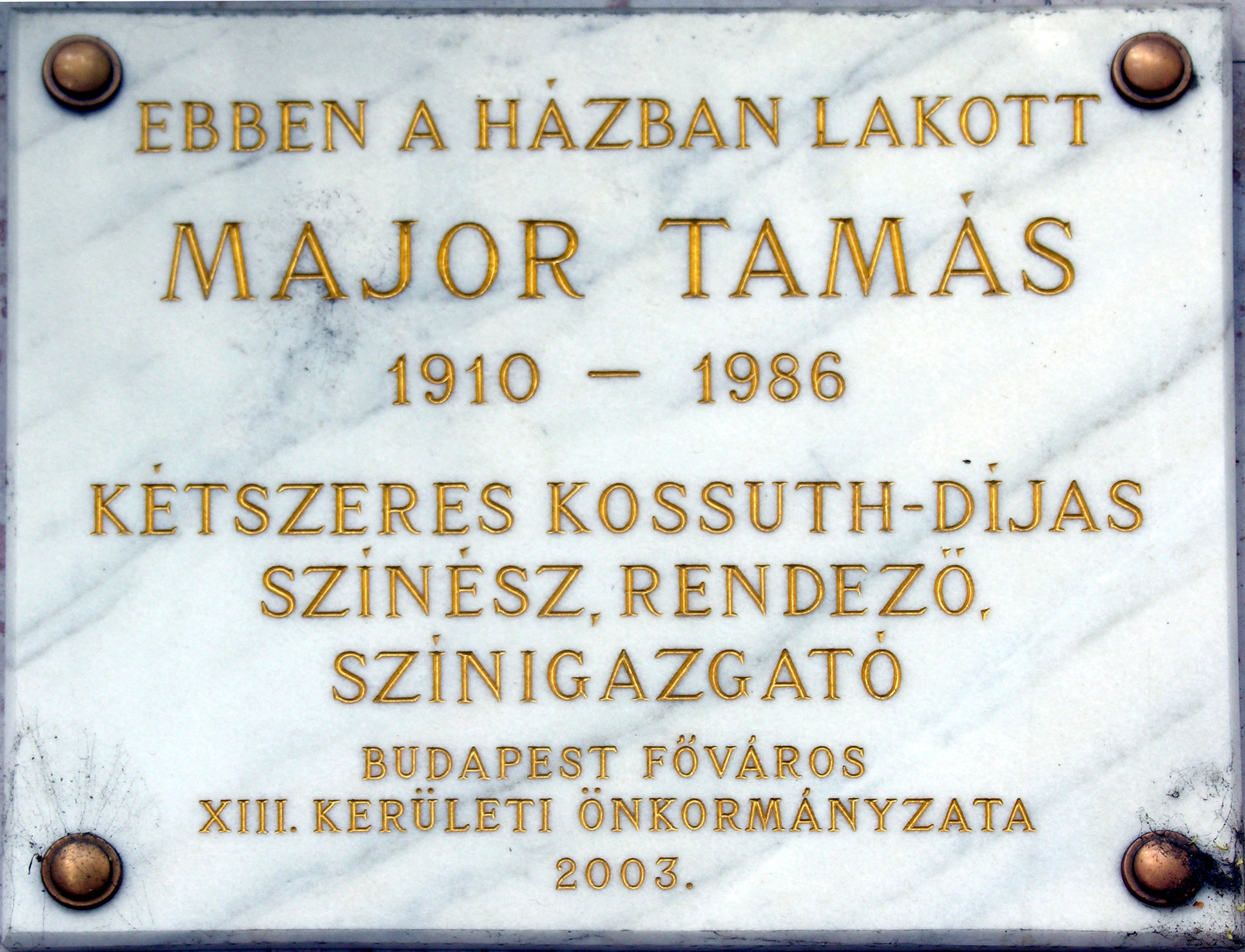
Major Tamás emléktáblája egykori lakhelyén, a Pozsonyi út 40. szám alatt

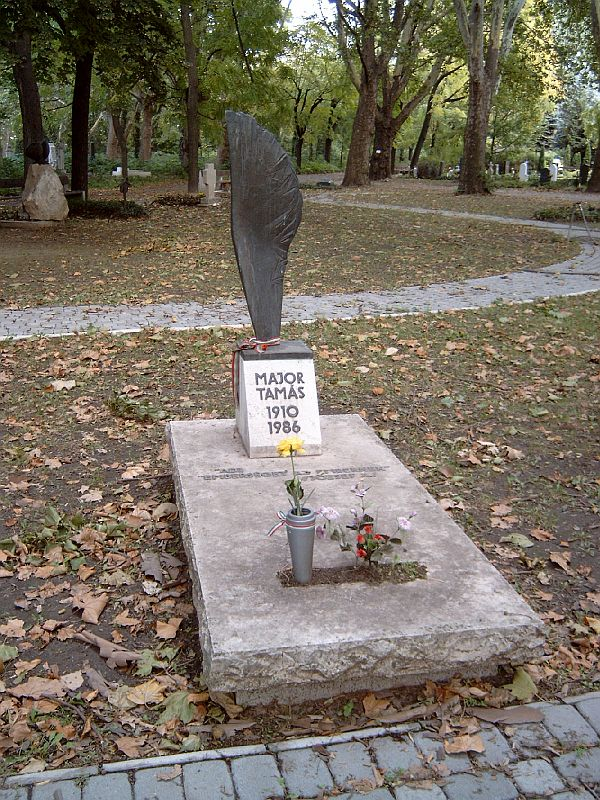
Major Tamás sírja Budapesten. Kerepesi temető: 42/1-A-12. Beck András alkotása

- Színikritikusok Díja – A legjobb férfi epizódalakítás (1982)

## Emlékezete
- Alakja felbukkan (említés szintjén, nem kimondottan pozitív kontextusban) Kondor Vilmos magyar író Budapest novemberben című bűnügyi regényében.

## Humor
- Nevére faragták az alábbi szójátékot, amely mára a városi folklór részévé vált:

Tegnapelőtt jortam én.
Tegnap jortad te.
Major Tamás.
(in: Lukácsy András: Elmés játékok, játékos elmék, Budapest, Minerva, 1974 ISBN 963-223-008-6), illetve Balázs Géza: Képtelen sorolók, ragozások
- A hatvanas-hetvenes években egy kétszemélyes kabarésorozatban szerepelt Psota Irénnel, a következő szereposztásban: Major Tamás – Jenő; Psota Irén – Lujza. Ebben Lujza híreket olvasott fel az újságból, amit Jenő megpróbált neki elmagyarázni, miközben Lujza összekeverte a különböző híreket és a magyarázatot is. A „Jenő, azt írja az újság…” kezdetű mondat innen vált emlékezetessé.